# Diga di Kunduzlar
La diga di Kunduzlar è una diga della Turchia. Si trova nella provincia di Eskişehir. 